# スカーレット・ウィザード
『スカーレット・ウィザード』は、茅田砂胡による日本のライトノベル。イラストはきがわ琳が担当している。C★NOVELSファンタジア（中央公論新社）より1999年7月から2001年11月まで刊行された。第1回センス・オブ・ジェンダー賞を受賞している。
1999年に中央公論新社のC★NOVELSファンタジアで第1作が刊行、2014年には中公文庫で文庫化もされている。シリーズ後の物語として、「デルフィニア戦記」のキャラクターも登場する「暁の天使たち」「トゥルークの海賊」などがある。

## あらすじ
人類が宇宙に進出し、ゲートと呼ばれる天然のワープポイントが宇宙各地に発見された世界が舞台で、人工知能もかなり発達している。海賊王の異名を持つ一匹狼の船乗りで凄腕のゲートハンターであるケリーのもとに、奇妙な仕事が舞い込む。依頼主は宇宙のエネルギーと情報を一手に担うクーア財閥総帥の女王ジャスミン。一年間だけ偽装結婚してくれという彼女に対して、ケリーは自分を捕まえることが出来たらという条件を提示し、宇宙の超危険地帯で宇宙船レースをすることになる。

## 登場人物
＊声はCDブック（ドラマCD）より。

### 海賊と女王
ケリー・クーア
声 - 藤原啓治 → 櫻井孝宏（「幻の邂逅」）
「海賊王（キング・オブ・パイレーツ）」の異名を持つ宇宙一の船乗り。通称キング・ケリー。王と呼ばれるにも関わらず配下を持たない一匹狼であることでも有名。紫を帯びた黒髪に琥珀色の瞳を持ち、196cmの長身に、無駄のない引き締まった肉体の、絶世の美男子である。年齢は30歳前後。右目は義眼で、相棒のダイアナが開発したスパイ・アイになっていて、常にダイアナとリンクしている（操船時にダイアナと同調するためのツールでもある）。
10時間に及ぶ追い駆けっこの末にジャスミンに追いつかれ、婚姻届にサインすることになりケリー・クーアと名乗ることに。その時設定した表向きの元職業はゲートハンターで、名は「ケリー・フライト」。結婚時に顔を整形しており、絶世の美男子から愛嬌のある美男子となっている。
ジャスミンが追いかけっこの最中に見せた体当たりで、ジャスミン死亡から約7年前、中古の代替船に乗っていた際追いかけてきた連邦軍の戦闘機の乗り手であることに気づいて興味を持ったため、結婚に承諾したらしい。
5万トン級の外洋型宇宙船 の船長にして唯一の乗務員。「ケリーは私の一部よ」と、その感応頭脳であるダイアナに言わせるほど、ダイアナとの相性は最高。
未発見の貴重な門（ゲート）を数多く知っている人物であり、その中には、超稀少ともいえる鉱石が大量に採れる場所に通じる門も含まれている為、連邦、海賊問わず多くの組織から狙われたり、勧誘を受けたりする。もっとも、民間を含めた共和宇宙で活動する宇宙船乗りの中でかなり伝説めいた噂話が広まっていることもあって、その双方に彼のファンが数多く存在するが。
出自に秘密があり、本当の名前はケリー・エヴァンスなのだが、彼自身はその名前を使うことはせず、彼の過去を知る者、知ろうとする者は例外なく消されて来た。
作中で、ガイアの好意で「幽霊星」と名高い惑星ボンジュイの地表に降り立ち、花を持ち帰った。また、ラー一族の心理操作を受けない魂を持つ人間であることが判明。
ジャスミンとは、強力な総帥の存在がなくとも財閥がうまく機能するようになり、総帥の座を息子に渡してから、クインビーを乗せて海賊業に戻る約束をしていたが、彼女が冷凍睡眠状態になったため「死亡」と発表せざるを得なくなってしまい、以降ダニエルが総帥を継げるようになるまで財閥の3代目総帥としてその権力を行使する道を選ぶ。
ジャスミン曰く、「殺しても死なない男」「本当だったら5回は死んでいるはずの男」。相棒であるダイアナにすら「ケリーに常識を求めるだけ無駄」「門絡みだけで10回は死んでなきゃおかしい人」と言われている。その技量は、通常は安定度90以上ないと跳べない門を、かなり低い安定度でも跳んでしまう。海賊船でも85以下は自殺行為といわれるが、ケリーは100万トン級のクーア・キングダムで安定度47の門を跳んだ（これを知ったジャスミンは「そこまでの変態とは思わなかった」と言い切った）。本人は、経験と勘を頼りに、乱れている安定度の数値が安全域に達したほんの一瞬を狙って跳んでいる模様。
ジャスミン・ミリディアナ・ジェム・クーア
声 - 皆川純子 → 日笠陽子（「幻の邂逅」）
宇宙最大の企業・クーア財閥の「女王」にして、無敵の戦闘機乗り。威風堂々・迫力満点、191cmの長身を誇り、同じく長身のケリーと並ぶと目立つことこの上ない。しかし、鍛えられた身体はスタイルもよく、無駄なく引き締まっているため、「比較対象がなければ175cmくらいにしか見えない」と評されたこともある。その特徴は鮮やかな赤い髪で、ダニエル出産後から伸ばし始める。
自分が存在した証として子供を作ろうと、25歳から本格的に、本人言うところの「種馬」を探し始めた。その相談を受けた父の遺言によって、30歳までに結婚を余儀なくされるが、彼女が選んだのは裏社会で最も名高い海賊王であった。なお、ケリーを見つけ出して強引に口説いたのは28歳の終わりというより、29歳になる数日前である。
愛機は「この時代において」果てしなく常識を逸脱した高性能と非安全性を持つ小型外洋宇宙船「クインビー」。
世間で言われるような女らしさとは無縁だが、生まれた時から病弱かつ遺伝子異常の病気を持っていて、小さな頃からその遺伝子異常に対するさまざまな治療法を試していた。その一環として3歳で受けた遺伝子治療が原因で、30歳になる頃に死ぬという遺伝子が形成されてしまった。14歳の時に「どうせ30歳で死ぬのなら、やりたいことをやる」と、身体を鍛えはじめ、その後、連邦軍に一兵卒のジェム・クーアとして入隊する。ただし、入隊までの間、表向きには名門女学校の「エクセルシオール」へ入学したことになっていた（在籍中は家庭教師に教わりながら、どうしても欠席できない行事のみ参加して、在学していたことにしたらしい）。
一軍入隊後、扱いに困った上層部によって四軍や七軍、十二軍と軍自体をたらい回しにされ、さらにその中でも飛行中隊や機甲兵部隊、対テロ特殊部隊といった実戦部隊や完全に後方支援の広報部と様々な部署を転々とする。実戦での行動から勲章を授かったり、はたまた軍法会議にかけられたことも4回あるが、軍を退くまでの12年間に大尉まで昇進した。そのためか、一部の上級将校にとって彼女の名前を口にするのは禁忌である。
セントラルの全てを統括する感応頭脳『ゼウス』とは連邦軍時代から友人のような関係であるため、情報収集や情報操作といった端末類の扱いにも強く、戦闘機をはじめとする小型機操縦の腕は随一で、連邦軍の元同僚（特に戦闘機乗り）からは尊敬を込めて魔法使い（ウィズ）or魔女と呼ばれる。戦闘機による体当たりを得意技とするのは、ミサイルや機銃の弾の消費を抑えるためだったらしい。
軍に入るまでは、病弱で治療ばかりの日々だった。入隊以降も多忙のためクーア財閥関係者として表舞台に出ることはあまりなく、次期総帥として初めてパーティに参加した際は呼ばれていた上級将校が3人も卒倒して医務室送りになったり、それ以外にも手元が狂う軍人が続出したらしい。また、記者会見など人前で猫を被っている場面しか知らない人間だけでなく、父親の頃から屋敷に出入りしているような、古株の財閥幹部の中にも現在の彼女を「深窓の令嬢」と勘違いしている人間は多い。
ある事情により、34歳で死ぬ間際、執事や主治医の手で冷凍睡眠装置のついた棺に入れられる。

### 主要人物
ダイアナ・イレヴンス
声 - 萩原えみこ
ケリーの相棒で自我を持つ感応頭脳。製造番号はDS-N11（ダイアナ・シリーズ・ナンバー・イレヴン）。一般の感応頭脳があくまでも操縦の補助及び権利者の命令に従った行動のみをおこなうのに対し、彼女は自分の判断に基づいて飛ぶことが出来る。また、通常の感応頭脳は設定された安全基準に合致しない操作は拒否するのみだが、彼女の場合は操縦者の技量を考慮し、一般的には常軌を逸した操作であっても受け入れることができる。通称クレイジー・ダイアン。宇宙船は外装（服）と豪語し、「誰よりも早く飛ぶ」という至上命令の元、改造を続けている。後に「パラス・アテナ」という名でクーア財団の護衛船となる（とりあえず表向きは。ちなみに名義だけの艦長は「リーブック・ダモット」である。この人物は実在しているが、本編において一切登場していない）。
普段は金髪美人のホログラム で自己を投影しているが、お茶目な性格でよく衣装や背景を変える（ごくたまにアポロンと名乗る、浅黒い肌に金髪の美青年の姿になることも）。何も知らない人間は彼女がホログラムとは気がつかないほど精緻に表現されている。機械であるため、本来は性別がないはずだが、ホログラムが女性なのは「ケリー（男）の相手役は女性の方が受けがいい」から。
よっぽど特殊な物では無理だが、連邦軍や他の船の感応頭脳に介入して一時的に操ることも出来、その技術はケリーや一部の関係者から「たらし込み」と呼ばれる。さらに、介入した感応頭脳を通して艦内の通信システムに割り込むこともある。
作中でショウ駆動機関（ドライブ）が開発されると、ケリーと共に改良のための試験運転に協力し、重力波エンジンとそれの両方を積んだ数少ない宇宙船となる。
さる天才科学者の頭脳が母体（雛型）となっており、機械の記憶力とも相まって単独で様々な分野を網羅する才媛。ケリー曰く、「世間の三世代くらいは先をゆく天才」。
ジンジャー・ブレッド
銀河連邦でもっとも高名な映画女優。元々は舞台の子役をしていた。類まれなる才能の持ち主で、映画俳優として新人の頃にジャスミン（当時は連邦軍人のジェム・クーア）と出会い、才能を開花させる。金髪とすみれ色の瞳を持つ美人。クーア・キングダム難破とそれに伴う死亡ニュースを信じず、ジャスミン・ケリーと再会した際、ジャスミンの頼みを受けてプロデューサーを1人引っ張り出し、「映画に出演してもらう」との名目で、ダニエルを擁するガーディアンや、ジャスミンのかつての同僚がいる軍を擁する連邦と交渉する役を引き受ける。
クライスト
声 - 西田雅一
雪のような長い銀髪を持つ美形の天才音楽家。ジンジャーとも顔見知り。趣味で精神を感応頭脳に接続することで介入、操作することが出来る「アレンジ」を研究している。そのため、裏世界では流れのアレンジャーで、稼動中の感応頭脳にアクセスしてアレンジすることができるという数少ない人間の1人。自身の美貌を理解しており、「醜いものは見ない」主義。キザで徹底した女性好きであり、アレンジを受け付けない感応頭脳であるダイアナに惚れていて、その経緯が『スカーレット・ウィザード プラス』で語られている。
ギリアスに無理矢理専属アレンジャーとして雇われ、ケリーが乗っていた護衛艦「メルクリウス」の感応頭脳を操作するが、ギリアスがケリーの逆鱗に触れたことを知り、更には脱出すべく暴れ始めたケリーに見つかり、四肢に1発ずつと腹部に3発撃たれたため、アレンジした自動機械を操って、乗っていたギリアスの旗艦から脱出艇で逃げ出すも、近くに待機していたクーア・キングダムに拾われる。
以降、クーア・キングダムで治療を受けていたが、ダニエル誘拐事件に伴い、クーア・キングダムがどこにも寄港できなくなったため、ダニエル奪還作戦の際にアレンジャーとして協力させられる。
ダニエル・ジョウナス・マクスウェル・クーア（ダン・マクスウェル）
ケリーとジャスミンの間に生まれた子供。本編中盤以降では物語が右往左往する事になる程の重要人物だが、本編中では幼児な為、直接の登場は少ない（初登場は妊娠数ヶ月の頃）。この名前は、ジャスミンの両親が「男の子が生まれたらつける」と決めていた名前に、ジャスミンの意向でマックスの名を足して付けられた。
彼が物心ついたばかりの頃にジャスミンがいなくなったため、公式の場で撮られた写真や動画でしか母を知らず、深窓の令嬢だったと思い込んでいる。また、尊敬している人物はキング・ケリーだが、父がキング・ケリーその人である事を知らない。
クーア・キングダムで暮らしていた頃のお気に入りは「お母さんの赤い飛行機」で、4歳の時に1度だけ乗せてもらったことがあり、その際「おまえの父（=ケリー）も祖父（=マックス）も海賊（宇宙生活者）だったのだから、おまえも海賊になれ」と言われた。それが数少ない母の記憶である。
14歳の時に連邦惑星大学（ティラ・ボーン）を脱走し、その後クーアの名を捨てて（と言うより、「家を継がずに宇宙船に乗るつもりなら死んだものとする」というケリーの意向で脱走直後に死亡事故を偽装されており、世間的には故人にされてしまった）とある運送会社の見習いとなり、数年後、ダン・マクスウェルを名乗って運送会社「マクスウェル運送」を起業、宇宙船「ピグマリオン」の船長になる。

### クーア・キングダム
フェリクス
クーア財閥の象徴ともいえる巨大宇宙船「クーア・キングダム」の全てを統括する感応頭脳（船内にある他の頭脳の管理も「彼」が行っている）。型番はFER-X202。最新型であるため、合成音声での応答にはあまり不自然さがない。ジャスミンに対して絶対なる忠誠心を抱いており、彼女の命令は絶対に聞く。彼女の危機に際して（ケリーに半ば脅される形ではあったが）成功確率がゼロに等しい門への特攻を許可するなど、思考力、認識力も他の感応頭脳に比べて非常に高い。
また、一定の手順を踏むことで軍用艦の感応頭脳並みに機能を拡張することが出来る。後に新型のフェリクスII、フェリクスIIIとなるが、初代の記憶は引き継がれる。
アビゲイル・イザドー
マックスの代からクーアに仕えてきた執事。執事としての能力とジャスミンに対する忠誠心は折り紙つきで、ケリーも知らない事実を知っていたりする。彼が老いてからは前もって教育していたバーンズが執事として活躍する。
アーノルド・ベッカー（アーニィ）
ジャスミンの主治医。彼女の体質を把握している数少ない人物。ケリーの整形手術も担当。
ケネス・ゴールドマン
クーア・キングダムの艦長。クーア・キングダムの感応頭脳であるフェリクスも知らない、主砲250センチ砲の存在を知っている数少ない人物。「民間人であるジンジャーやその他の人間が避難しないのに、船長である自分が避難していいはずはない」と、危険な跳躍に賭ける気概を持つ。
チャールズ・ブラッドリー
クーア・キングダムに住み込んでいる整備部門のリーダー。整備長の任に着いているだけあってダイアナとは良く話す。ジャスミンのクインビーの整備も彼等が行っているが、彼女の無茶な操縦や行動に頭を抱えることが多い。彼もまた250センチ砲の存在を知る人物。息子が一人いる。
メルヴィン・クラーク
クーア・キングダムに住み込みの情報管理長。童顔でトウモロコシのような髪とメガネが特徴。とある事件以後、ダイアナの正体とケリーの素性の双方を知る数少ない人物となる。
プリスティン・アステル（プリス）
ジャスミンの秘書のような女性。意外にも好奇心が旺盛な性格で、興味本位で自分から危険な目にあうような真似をすることもある。元々ゴッヘルという街のスラムでスリやかっぱらいなどをして生活していたところをジャスミンに拾われ、教育を受けさせてくれたことでジャスミンに対する恩は非常に強い。後にメルヴィンと結婚する。
ヘレン
ジャスミンの外観担当班のリーダー的存在の女性。人柄はいいのだが、男運が悪い。後に広報へ異動し、同じ広報担当部のロジャー・ブランドンと結婚する（『暁の天使たち』シリーズでは、夫婦揃って経済評論家となり、共同で多数の評論を発表している）。
ペパーミント（ペパー）、グレース、バイオレット
ヘレンと同様、ジャスミンの外観担当班を勤めていた女性たち。ペパーは、ケリーに「砂糖菓子」と評された、淡いピンクと白に染め分けたふわふわの髪を頭頂部で束ねているのが特徴のヘアデザイナーで、メイクや美容を担当。グレースは、明るい茶色の短髪をやや緑がかった色に染めているのが特徴の服飾デザイナーで、初登場時ケリーの採寸をした。バイオレットは、栗色の長髪が特徴の小物類担当者。初登場時はクリームイエローのスカートスーツ姿でケリーの足型を取っている。
ミニヨン星系でダニエルが誘拐された際、3人とも運悪く育児室にいたため殺された。

### クーア財閥
マックス・クーア（マクスウェル・オーガスタス・ノーマン・ウェルバー・ジョセフ・ラッセル・クーア）
クーア財閥の創立者であり、ジャスミンの父親。妻セシル（ジャスミンの母）は病弱な体質だったらしく、ジャスミンが3歳の頃に他界したらしい。自身の父親を非常に尊敬しており、娘のミドルネームである「ジェム」は父親に由来する。彼自身の名前が長いのは誕生時に両親だけでなく、その両親のそれぞれの父母から名前をもらったため。
かつては優秀なゲートハンターであり、ゲートの場所を連邦に届け出ることにより莫大な使用料を稼ぎ（登録数は56もあるらしい）、重力波エンジンを搭載した船の製造、物流、医療、金融と幅広く事業を展開した。その結果、クーア・コーポレーションは、彼一代で「連邦の半分の企業はクーア関連企業」とまでいわれる財閥に成長する。クーア・コーポレーションは株式会社だが、全ての株を自らの持ち株とし、「財閥総帥にして経営者」となった。
戦闘に関しては素人だが、素人ゆえに「最強の防御と最強の攻撃が1つずつあれば生き延びられる」という信念を持つ平和主義者で、冗談や悪戯の類が好きな人物であり、彼の思惑により、クーア・キングダムがとんでもない物を積むことになった。
娘ジャスミンとは遊び友達のように仲がよく、とうに自身の身長を追い越しても「わしのかわいい小さなミリィ」と呼び続けた。さらに「結婚したい男がいるが、その男は恐らく承諾してくれない」と相談してきた娘のために「30歳になるまでに結婚すること。できなかった場合、総帥権を剥奪する」と遺言を残した上、持ち株の49%をジャスミンに譲り、7%ずつを7人の重役に今までの報酬として分配し、残り2%はジャスミンの配偶者に渡すために凍結するという荒技に出た。つまり、「財閥総帥でいたければ結婚して凍結株を動かせ」ということらしい。
また、宇宙生活者時代に伝説の宇宙海賊シェンブラックとも友好関係があり、裏世界ともつながりを持っていた。既に故人だが、生前様々な惑星に別荘を作っており、このうちの1つが『クラッシュ・ブレイズ』にて判明する。
リチャード・ジェファーソン
クーア財閥惑星開発部門を統括している重役。アレクサンダーの父親。マックスとは付き合いが長く、身体が弱かった頃のジャスミンを知っている。そのため、大きな目をしている割には「エクセルシオールへ通っていた」というマックスの（表向きの）話を信じ込み、ジャスミンのことを「肩意地張ったお嬢さん」と誤解していた。後に長男や社員が行方不明となった事件をきっかけにジャスミンに対する評価を少々改めることになる。
ワイリーの陰謀の際は、ワイリー自身によって完全に蚊帳の外に置かれていたため、ダニエル奪還作戦の後、ウェインズバーグとともにジャスミンに呼び戻された。
ジェームス・ウェインズバーグ
自然資源産業部局の最高責任者である重役。初登場時70歳を越えているが、長身・面長で、寡黙な職人を思わせる雰囲気を持つ男。リチャード同様、ジャスミンを「全く普通の」令嬢だと思い込んでいた。ジャスミンの妊娠中に天蚕絹一反をアドミラルの屋敷へ持参し、「マックスが見られなかった花嫁衣裳をこれで」と言う。
ジャック・シモンズ
惑星アドミラルに本社を置く、クーアシステムを含めたエネルギーおよび造船部門を統括する重役。眉も髪も白い、やたら目つきの鋭い小男。
パトリック・サンダース
惑星セントラルに本社を置く、銀行や証券・信販会社を擁する金融部門を統括する重役。恰幅と愛想はいいが、あまり頭が切れる男ではない。
アロウェイ・ハワード
惑星ブレイヌに本社を置く、警備保安部門および武器開発部門を統括する重役。髪こそ白くなっているが、他の重役と同年代とは思えない若々しさを持つ男。スポーツマンでありながら、文筆が趣味という知性派。だが、専門分野に関することでは周囲を馬鹿にしている。
ジョン・ブライアン
情報回線部門を統括する重役。60歳を過ぎているが真っ黒な髪を油で固めた恰幅のいい男。血色もよく、顔には男盛りの脂がある。
ジャスミンらのガーディアン攻撃作戦中にワイリーとともにダニエルを育児室から連れ出すが、最後はワイリーに殺される。
スタニスラス・ワイリー
《駅》に関係する部門を統括する重役。短身痩躯の貧相な男。何を話す時もきょときょとと眼をさまよわせ、両手の指をもみ合わせるので、真実を言っているのかとぼけているのか判断しづらい。
ウェインズバーグとジェファーソンを除いた5人で共謀するように見せかけ、ジャスミンを総帥の座から引きずり落として財閥を自分1人の物にする作戦を練っていたが、ジャスミン本人と夫のケリーがあまりにしぶといため、とうとうクーア・キングダムに潜入させている部下を使ってダニエルを誘拐する。
アレクサンダー・ジェファーソン
リチャードの次男。愛称は「アレク」。ジャスミンの数ある花婿候補の中でも最有力候補と呼ばれていたが、後述の父親同様、本人とはかけ離れた幻想を抱いていた。ショウ駆動機関の実験を始める頃には、クーア財閥内のホテルグループを統括している。後にジャスミンを通じて知り合ったジンジャーと結婚し、一女をもうけるが、2年足らずで離婚。再婚後はさらに二男二女をもうける。

### 共和宇宙連邦
マヌエル・シルベスタン
ケリーとジャスミンが結婚した当時の連邦委員会主席（その時の年齢は56歳）。浅黒い肌に禿頭、立派な体躯の持ち主。
結婚した当時のケリーが対等の立場で話しかけてきても、態度を変えないという高潔な人格者でもある。大抵は「主席」と呼ばれるが、ジャスミンのみ彼を「閣下」と呼ぶ。
ゼウス
共和宇宙連邦総本山である、セントラルシティを統括している管理頭脳。連邦すべての記録を記憶しており、「彼」なくして連邦が機能することはないとまで言われる（メモリーのバックアップは事実上不可能らしい）。感応頭脳とは名ばかりで、ダイアナ同様ある種の「意思」を持ち合わせており、その誕生経路は明かされていない。
出会いの経緯は不明だが、連邦軍時代の頃からジャスミンとは友達で、連邦の管理者には無断で彼女専用の回線を引いたり、無条件で情報を提示したり、ケリーをシティに入れる際に彼の個体情報を誤魔化してくれるなど、従順にも似た強い友情らしきものを見せる（実際、ジャスミンに対し「君はわたしの友達だから」とまで言っている。出産時には「ジュピター」の名前で祝いの電子メールを贈ったりもした）。なお、「彼」にとってダイアナは「あこがれの人」であるが、ダイアナはゼウスのことを「石頭」と評し、かなり煙たがってもいる。
後に機能などが大幅に拡張され、「統合管理脳」という名に改名される。

### 連邦宇宙軍
リンダ・グレアム
連邦宇宙第七軍所属の女軍人で階級は中尉。セントラル・シティに入ったクーア夫妻の護衛を命じられる。彼女の部下13人含めて全員が、軍人時代のジャスミンの部下だったため、今でも彼女を慕っており、彼女が伴侶として選んだケリーを最初は一方的に敵視していた。
後のダニエル奪還作戦には部下共々、参加していた。
カール・マクソン
連邦宇宙第四軍の銀十字警備隊（クルセイダーズ）所属の機甲兵乗りの軍人。階級は少佐。通称、「雄牛（ブル）のマックス」。軍人時代のジャスミンとは個人的な知り合いで、後のダニエル奪還作戦にも参加していた。
立派な体躯と子どもでも泣き出しそうな強面の顔立ちだが、性格は穏和であり、趣味は料理とレース編み（手先の器用さを鍛えるためとのこと。ジャスミンが「これで食べていける」と言うほど上手い）という変わり種でもある。
マキシム・スコット
声 - 村上幸平（「幻の邂逅」）
連邦宇宙第七軍六四一飛行中隊（通称「ワイルドキャッツ」）所属の戦闘機乗りで隊長。穏和な性格であるが、戦闘機に乗せると性格が変わる。作中当時では大尉で、後に中将まで昇進した後に退役。マース合衆国のギャレット社で顧問を務めるようになる。
ヨハン・ヘルツナー
連邦宇宙第十一軍五一七飛行中隊（通称「バニーラビッツ」）所属の戦闘機乗りで隊長。部隊の名前におおよそ似合わないもじゃもじゃヒゲの屈強な風貌。作中当時は大尉で最終的には大佐まで昇進した後、退役した。

### 連邦警察
ジェイド
『スカーレット・ウィザード プラス』のみ登場。連邦警察の一人。普段はぼさぼさの髪に不精ヒゲで、崩れた格好とおおよそやる気なしの姿であるが、柔軟な思考の持ち主で、かなりの切れ者。ケリーのファンでもある。
ジェフ
『スカーレット・ウィザード プラス』のみ登場。連邦警察の一人。ジェイドの直接の上司であるが、ジェイドと比べて頭でっかちな性格である。
アイリス・ブラーマ
『スカーレット・ウィザード プラス』のみ登場。連邦警察の一人で管理官。長い髪の毛を持つ、妙齢の美女。かつてのケリーの恋人の一人。

### 宇宙海賊
シェンブラック
かつて大海賊と呼ばれ、二百隻もの船団と千人を越す部下を従え、中央銀河を席巻した人物。現在は幹部たちに縄張りを分割させ、小惑星地帯で隠居中だが老齢とは思えないほどしっかりした足腰の持ち主。ジャスミンの父であるマックス・クーアとは友人関係であり、かつての仲間たちは皆死に、まだ生きているのは彼一人だという。
彼の隠れ家をケリーが知っていたこと、ケリーからは「シェンブラック爺さん」と親しみを込めて呼ばれていたことから、過去になんらかの深い関わりがあった模様。
グランド・セヴン
共和宇宙（特に中央銀河）において有名な7つの海賊団の頭のこと。その内の4人はシェンブラックの部下だと言われている。下記の5人は、ダニエル奪還作戦の際にケリーに頼まれ、そしてケリーが知っているいくつかの門の座標を報酬に援護として登場している（ちなみに映画撮影を名目とした作戦だったため、ジャスミンは集まった海賊集団全員をアドリブでエキストラ扱いにした）。ケリーがダイアナを手に入れた頃の彼らおよび本作に登場しない残りの2名については、『トゥルークの海賊』で語られる。
アーヴィン
海賊船「デス・キャバリー」の艦長、通称「豪傑のアーヴィン」。元シェンブラックの部下。呼び名の通り、豪快で厳しい顔つきの持ち主。彼が注文した特注のアレンジ・マシンがケリーによって一時的にレンタルされたので、登場早々ケリーに食って掛かっていた。
ルーク
海賊船「スティンガー」の艦長、通称「死神槍（デス・ランス）のルーク」。肌は青白く、髪に艶がないだけでなく、声も元気が感じられない擦れた風に聴こえるため、病人一歩手前を地で行っているような風貌である。
セルバンテス
海賊船「ドラゴネット」の艦長、通称「龍（ドラゴン）のセルバンテス」。元シェンブラックの部下。真っ黒い髪に、形の良い口髭を生やしている。理知的な印象を持たせる優れて整った顔立ちである。『クラッシュ・ブレイズ』では、かつての彼の部下が登場する。
グレン・ロス
海賊船「ヒルデガルド」の艦長、通称「教授（プロフェッサー）ロス」。穏やかそうな初老の男性である。クインビーを駆るジャスミンの戦いぶりに驚嘆していた。『トゥルークの海賊』によれば、ヒルデガルドの乗員たちも艦長に負けず劣らずの知性派だったらしく、海賊業から足を洗った後は実社会で成功したという。
ラナート
海賊船「シルヴァー・スター」の艦長、通称「銀星ラナート」。呼び名が示すとおり硬質な銀色を思わせる髪の持ち主で、浅黒い肌と堂々たる身体つきもあいまって、お尋ね者とは思えない美丈夫である。クーア夫妻が揃って出席したとあるパーティに潜入し、ジャスミンを船に連れて行ったことがある。

ギリアス
辺境宙域であるセイラム星団を縄張りとしていたギリアス海賊団の親分。中央銀河に入って日が浅く、中央銀河を縄張りとする海賊たちの「マナー」を知らなかったり、ケリーが「キング」である由縁を知らなかったりと、頭の回転は速い割に判断力は欠片も持ち合わせていない世間知らずな田舎海賊である。門の座標目当てにケリーを拉致した挙句、ブレイン・シェーカーで彼の記憶を盗み見た為ケリーの逆鱗に触れ、結果、母艦「マーヴェラス」以下所有していた艦隊と部下全員含めて、ケリーと「パラス・アテナ（ダイアナ）」に殺された。
ヴィヴァーチェ・ガーネット
『スカーレット・ウィザード プラス』のみに登場。表向きはヴィヴ・ライアンと名乗り、カジノ兼ホテルのコロニー“デジデリオ”（別名「バビル」）を仕切る二代目女実業家で、宇宙海賊（ケリー）の豪華客船襲撃で殺されたことになっている。だが、真の顔はプレシア星団を仕切るガーネット海賊団の頭領で、豪華客船を襲った張本人。かなりの派手好き。
アレンジャー・クライストを従えて、ケリーが見つけたトリジウム鉱床の在り処を吐かせようとしたが……。

### 研究者
ユーリカ・コーエン
クラムヌイ星系の農業惑星エトヴァで牧草や畜産の研究をし、趣味で電算機の研究をしている灰白色の髪を持つ巨漢の男性。ジャスミンの昔の恋人だったが、金持ち嫌いなため、彼女がクーア財閥の令嬢だと知るや否や絶交した。その後、ジャスミンとクインビーに起きた事件の際にケリーに引き摺られる形で再会し、すったもんだの末に和解。二代目クインビーの電算機を製作した。
D・R・スペンサー（ダイアナ・ローズ・スペンサー）
本編の70年以上昔に活躍したエストリアの科学者。元々は脳医学を専門としていた医者であったが、同時に優れた研究者でもあり、百年に一人の天才と言われていた。また、彼女の研究を元にして今の感応頭脳がある。彼女の死後、彼女の脳を雛形に最高の感応頭脳を創り上げる考えが出されたが、すべて失敗した。本編には名前だけしか出ないが、ダイアナの外伝である意味登場を果たし、「鋼鉄のスフィンクス」と言われたその性格とは違う、別の一面が明かされるシーンがある。
スティーヴ・フレミング
エストリアの科学者。ダイアナ・フォースからイレヴンスの姉妹が揃いも揃って「気持ち悪い人」と評するほど狂気を帯びた性格で、ダイアナ・イレヴンスが脱走に成功した試作機の実験に乗ることが出来ず、そのせいで命拾いした人物。国家予算を横領してスペンサーの脳を直接使うことで創り上げたトゥエルフスでイレヴンスを捕獲しようとするが失敗。最後は、偶発的にトゥエルフスから再構築されたスペンサーの意思により、外の宇宙空間に放り出されて死亡。

### ラー一族
ガイア
ラー一族の長、ユレイノスの妻にしてもう一人の長でもある存在。5年に一度連邦委員会本部の一室に姿を現し、人類との交流を持たせている。
後にケリーがボンジュイを訪れた際には出迎え、ルウの一件の後には彼を特別な「連絡係」に指定した。
ルウ（ルーファセルミィ・ラーデン/ルーファス・ラヴィー）
声 - 立花慎之介
リィ（詳細はデルフィニア戦記、暁の天使たちを参照）の相棒で、黒く長い髪と青い瞳を持つ、一見して性別不詳の美貌の青年（初登場時は少年の姿の幻影だった）。自由自在に姿を変えられるラー一族の「闇」。ケリーに「黒い天使」、もしくは「天使」と呼ばれる。

## 用語
感応頭脳（かんのうずのう・シンパシィブレイン）
戦闘機を含めた宇宙船に必ず搭載されている人工知能の一種。乗員の安全確保や生命維持、探知機、動力関係、跳躍システムといった主要なシステムを管理している。命令を出す権限を持つ者が複数いる場合は、上位者の命令を優先するように設定されていて、大抵は最上位者が艦長あるいは船長クラスの人間である。
型番を基にした愛称が付けられており、呼びかけると合成音声で応答する。年々新しい物が開発されており、作中中盤頃の最新型である「フェリクス」は音声による応答も割とスムーズで、違和感が少ない。
戦闘機や軍艦はその特性のために民間用とは異なる設定を施した感応頭脳を用いているが、民間船では、乗員の安全を確保することが最優先の設定であるため、不法な「アレンジ」を施さなければ海賊船として利用できない。その後のシリーズである『クラッシュ・ブレイズ』の頃になると、経験則や船長命令などから、ある程度優先度の設定を変更できる型が登場する。
門（ゲート）
宇宙空間に自然に発生する、大きな磁場の歪みのようなもの。重力波エンジンを積んだ宇宙船でその作動タイミングを合わせて飛び込むと、違う場所に出る（これを跳躍、あるいは跳ぶと表現する）。一種のワープポイントだが、その移動距離はまちまちで、数百光年しかない短距離のものから数千光年以上を移動できる長距離のものまで存在する。中には惑星のような公転軌道型の門、入口は1つで出口が数個ある多岐型片道一方通行の門（ミニヨン連星というところにあるので、ケリーとダイアナには「ミニヨンのルーレット」と呼ばれていた）など、変わり種の門もある。門に飛び込むことを「門突入（ゲート・イン）」、反対側の門に出ることを「門突出（ゲート・アウト）」と称する。
門探索人（ゲートハンター）などによって見つかった門は、連邦に届け出ることで、その出口と共に宙図（チャート）に記され、共和連邦の共有財産となる。また、状態によっては駅が建設され、民間でも利用できるようになることもある。発見料としてそれなりのお金を連邦からもらえるため、門探索人は職業として成立している。さらに、駅が建設された場合、利用料の一部が発見者に還元される。なお、門を発見するのには「ゲート・キャッチャー」と呼ばれる機器を宇宙船に取り付ける必要があるが、この機器の効果範囲はせいぜい1000kmと狭いので、いろんな方向から何度も探した場所から門が見つかることもあるらしい。
新規登録された門には発見者が名前をつけることが出来る。それ故にちょっと妙な正式名称の門とそれに付随する駅も存在する（「わが愛しのヒルディア」（通称「ヒルディア」）など）。
利用には「安定度」という基準があり、一般に「安全に飛べるのは90以上の場合」とされるが、海賊や門探索人たちの中には、かなり安定度が低くても瞬間的な安全圏を見つけて跳ぶ者もいる。ただし、それでも「安定度80」が最低ラインらしく、ダン・マクスウェルが、アレクに「安定度82の門を跳んだが非常に危険だった」と言っている（この後、「君のお父さんは安定度47の閉鎖されている門を、クーア・キングダムで跳んだ」と言われ絶句している）。
自然現象のようなものなので、太陽風などの影響で、ふとした時に「嵐」と呼ばれる長期的に安定度が下がったり、乱れてしまう状態になることもあり、その際は回復するまで使用不能となる（飛ぶために駅に待機していた宇宙船は足止めされる）。妨害装置を反対側に置くことで意図的に閉鎖することも可能。
宇宙海賊は、各々逃走用などに連邦に届けられていない「未知の門」を多数知っており、その数も強さの基準となる。
作中で門以外のワープ方法である「ショウ駆動機関」が開発され、一般に普及すると、門とそれに付随する駅は一部を残して破棄されるが、門の周囲の宙域は不安定な状態であることが多く、特定の航路では駅を破棄した後も門を利用する航法が取られている。
次作『暁の天使たち』以降はショウ駆動機関が主流となったが、辺境を中心に門を利用してワープする方法で航行する宇宙船操縦者が完全にいなくなったわけではなく、彼らを「門跳躍者（ゲート・ジャンパー）」と呼ぶようになる。
駅（ステーション）
常に安定度の高いゲートの両側に設置される。門への出入りを管理する施設の総称。基本的に、船への誘導波を出すことでゆっくりとした速度で門に進入させ、半自動的に船を跳躍させる。かつて重力波エンジンが無くとも門を通れるようになった、ウィノア星系とベレナ星系間を結ぶ門などの特殊な門や、周辺の宙域が研究対象の場合などは、研究施設が置かれることもある。
重力波エンジン
門に共鳴して空間跳躍を行うための駆動機関。扱いがとても繊細なため、手動で使用するにはかなりの技術を必要とする。
連続稼動ができず、また通常空間で起動しても何も起こらず、門から半端にはずれた位置で使用すると船体が空間に引き裂かれる等の事故につながるため、ゲートに完全に重なった瞬間に稼動させる必要がある。
宇宙船の速度はある程度抑えても秒速4000kmに達するが、門の直径はせいぜい5kmのため、そこに重なった瞬間に機関を起動するには並はずれた技術か、ゆっくりと慎重な操作で突入するかのどちらかとなる。そのため、重力波エンジンの取り扱い能力はそのまま宇宙船乗りの能力評価にも繋がる。
ショウ駆動機関（ドライブ）
作中後半でクーア財閥の研究者・ショウ博士が（「オブライエン博士（姿を変えたダイアナ）」と共同で）開発に成功したシステム。これを積んでいる宇宙船は、宙図に記されている現在の座標と、到達する予定の座標を指定するだけでワープすることが可能。ジャスミンが眠り、総帥の座に就いたケリー直々にダイアナと実験を繰り返した結果、移動距離は長距離の門に劣るが、その分を断続的に使用することで補うことも出来、門の状態に左右されることなく目的地にたどり着けるので、幾度か改良された後で民間向けに量産されることになった。
操縦者の腕と駆動機関の設定しだいでは門を利用するより早く目的地にたどり着けるため、これ以降、運送業が発展を見せるようになる。
クーア・コーポレーション
かつては宇宙生活者だったマックス・クーアが起業した会社で、現在では共和宇宙でもトップクラスの勢力を誇る複合大企業。マックス一代で現在のレベルまで成長させたため、一般には「クーア財閥」と呼ばれる方が多い。門や、宇宙船に関する技術のほとんどは、この財閥が開発した駅、クーア・システムなどの製品があってこそ使うことが出来る。本社があるのはマックスの生まれ故郷である惑星アドミラル。
クーア・キングダム
クーア財閥所有の120万トン級超大型宇宙船。「空飛ぶ宮殿」とも呼ばれる財閥総帥専用船である。感応頭脳はフェリクス。艦長よりも上位の優先権を持つ者として総帥の配偶者であり、副総帥の地位にあるケリー（第2位）と総帥であるジャスミン（最上位）が設定されている。
内部には、憩いの場として中庭や大型図書室などがあり、別の区画には関係者の居住区などが存在する。防御力は一般の戦艦と同等かそれ以上ある。
また、ジャスミンの愛機クインビーの練習用だったという、模擬操縦席とそれに付随するシステムの設置された区画もあり、航行中の初代クインビーが故障した際、ケリーが、航行中のクインビーにリンクさせたそれを使って、遠隔操縦で地表に着陸させるという離れ業をやってのけたこともある。
建造時に、マックスの提案で主砲として超大型の250センチ砲を積んでみたが、1発を撃つのにほとんどのエネルギーを使ってしまうのと、あまりにも非常識な存在故に普段は隠されており、ごく一部の関係者しかその存在は知らなかった（本来は倍の500センチにしたかったが、工場関係者が残らず発狂しかけたので、半分の大きさで我慢したらしい）。
次作『暁の天使たち』では3代目総帥ケリーの死後、アドミラルの軌道上に上げて博物館にされたことが判明。
この他に、財閥所有の護衛艦として戦闘艦「メルクリウス」と「パラス・アテナ」を登録している。
クーア・システム（永久内燃機関）
マックス・クーアの開発した完全核融合炉。KSとも略される。外洋型（重力波エンジンないしショウ駆動機関を備えた他星系への移動可能な）宇宙船には動力源としてほぼ必ず組み込まれている。メンテナンスさえ怠らなければ、燃料補給の必要がない動力炉である。『紅蓮の夢』では、大気圏内を長時間飛ぶ豪華客船にも例外的に搭載されていることが判明。
小型化に関して問題があり、3万トン以上の宇宙船でなければ積めない。例外としてクインビーに積まれている。
クインビー
「女王」ジャスミンの愛機。真紅に塗られた小型外洋宇宙船で戦闘機。全長約40m。防御と居住性を犠牲にした速度と戦闘性能を持ち、感応頭脳の代わりに電算機を積んでいる、という非常識さから関係者に「空飛ぶ棺桶」と呼ばれることも。ジャスミンは計器のみでこれを巧みに操る。
ジャスミンの要望で独自に小型化したクーア・システムと重力波エンジンを積んでいるので、門を飛ぶことも可能。これ一機だけで新型の戦闘機が数機買えるというとてつもないコストがかかるので、量産化は不可能ではないが難しく、上記に見られる操縦方法の困難から扱える存在は限られている。装備は主砲の二十センチ砲と機銃。後方へ発射するレーザーのような武器もある（ちなみに二十センチ砲はこの世界においても、本来であれば巡洋艦や駆逐艦に装備されるべきサイズの砲）。
作中で1度、航行中に電算機がウイルスによって壊れたため一切減速できなくなるという事態に陥り（当時ジャスミンは妊娠中）、電算機の研究者（ユーリカ・コーエン）による応急処置とダイアナの援護、ケリーの遠隔操縦によって何とか無事に地表に着陸したものの、損傷が激しく破棄された。現在のクインビーは2代目である。
ガーディアン
ハワードが惑星開発費を転用して長年開発してきた、球形の移動要塞。その外見からジャスミンらには「黒玉」と呼ばれる。中は居住区と戦闘区に分かれていて、独立した人工頭脳に管理されている。新たに開発された「アダムズ装甲」5層に包まれていて、重力波エンジンを積んでいる。戦闘面ではクーア・キングダムの防御システムを改良したものや20センチ砲、50センチ砲などを搭載しているほか、300機の無人戦闘機もある。その上、これらはそれぞれ異なる人工頭脳によって管理されている。売り文句は「連邦軍の艦隊より強い」。
ダニエル奪還作戦の際、クーア・キングダムの一撃で戦闘区の一部に大穴が開いて、砲門も一部使用不能になったが、高速回転することでそれを補った。
総帥の座に就いたケリーがショウ駆動機関を実用化することを決定した際、戦闘能力をなくしたこれを補給・休憩施設「オアシス」として航路の付近に置くことも決めた。
トリジウム
非常に稀少な鉱石。通称「魔法の金属」と呼ばれ、エネルギー関連においてその価値は計り知れない物となっている。1トンの岩石に20グラム含まれていれば最優良鉱山と言われるまで採掘量が少ないのだが、ケリーはそれが大量に採れる惑星への門を知っているとして、様々な勢力に目を付けられている。
なお、その門というのは、ミニヨン星系第7惑星であるガス状惑星の液体水素の海の中にある公転軌道型門であり、人並み外れて神経が太く、試したがり屋のケリーと、一般の感応頭脳とは一線を画しているダイアナを搭載した宇宙船でなければまず行くことができない場所にある（帰りは別の場所にある片道一方通行型門から出る）。
共和宇宙連邦（きょうわうちゅうれんぽう）
惑星セントラルに本部を置く執政機関。委員会制であり、そのトップは「主席」と呼ばれ、作中ではマヌエル・シルベスタンが務めている。
ボンジュイ
ラー一族の住む惑星。船乗りの間では「視認できるが探知機に映らず、降りることができない幽霊星」として有名。しかも、惑星の姿は見る人によってそれぞれに違う。
ケリーはガイアの好意で地上に降り立ち、さらに足元に咲いていたスミレの仲間である花を持ち帰ることを許された。ガイアの好意で地上に降り立った人間はケリーより前にもいたらしいが、口止めされていたにもかかわらずそのことを周囲に話した為、記憶を消されたらしい。

## 評価
セックス、妊娠、出産、育児と冒険が当たり前のように共に描かれており、評論家の小谷真理は、「女性たちの欲望に忠実なロマンス小説というジャンルの性差に関する約束事をSF世界に持ち込んだ」もので、それによって無茶苦茶で楽しい話になっていると評している。

## 既刊一覧

### 小説

#### C★NOVELSファンタジア版
- 茅田砂胡（著） / きがわ琳（イラスト） 『スカーレット・ウィザード』 中央公論新社〈C★NOVELSファンタジア〉、全5巻
  1. 1999年7月25日初版発行、ISBN 4-12-500600-8
  2. 1999年11月25日初版発行、ISBN 4-12-500627-X
  3. 2000年7月25日初版発行、ISBN 4-12-500662-8
  4. 2000年11月25日初版発行、ISBN 4-12-500683-0
  5. 2001年4月6日初版発行、ISBN 4-12-500701-2
- 茅田砂胡（著） / きがわ琳（イラスト） 『外伝 天使が降りた夜』 中央公論新社〈C★NOVELSファンタジア〉、2001年11月25日初版発行、ISBN 4-12-500736-5

#### 中公文庫
- 茅田砂胡（著） / きがわ琳（イラスト） 『スカーレット・ウィザード』 中央公論新社〈中公文庫〉、全4巻
  1. 2014年5月25日初版発行、ISBN 978-4-12-205956-6
  2. 2014年11月25日初版発行、ISBN 978-4-12-206003-6
  3. 2015年5月25日初版発行、ISBN 978-4-12-206121-7
  4. 2015年11月25日初版発行、ISBN 978-4-12-206191-0

### 漫画
- 茅田砂胡（原案） / 忍青龍（作画、1巻） / 鈴木理華（作画、2巻） 『スカーレット・ウィザード プラス』 中央公論新社〈Cnc Comics〉、全2巻
  1. 2000年12月15日初版発行、ISBN 4-12-003081-4
  2. 2003年12月初版発行、ISBN 4-12-003461-5

### CDブック
- 『茅田砂胡 CDブック スカーレット・ウィザード 女王と海賊の契約』 スペースシャワーネットワーク、2015年2月25日初版発行、ISBN 978-4-907435-46-2
- 『茅田砂胡 CDブック スカーレット・ウィザード クライストの贈りもの』 スペースシャワーネットワーク、2015年12月10初版発行、ISBN 978-4-12-004800-5
- 『茅田砂胡 CDブック スカーレット・ウィザード 幻の邂逅』 フロンティアワークス、2020年9月29日初版発行、ISBN 978-4-86657-350-2